# Бјелеч на Орлици
Бјелеч на Орлици (чеш. Běleč nad Orlicí) је насељено мјесто са административним статусом сеоске општине (чеш. obec) у округу Храдец Кралове, у Краловехрадечком крају, Чешка Република.

## Становништво
Према подацима о броју становника из 2014. године насеље је имало 297 становника.